# Черепаха (тендер)
«Черепаха» — парусный тендер Каспийской флотилии Российской империи, находившийся в составе флота с 1833 по 1854 год. Во время службы использовался для охраны рыбных промыслов в эмбенских водах, крейсерских плаваний в Каспийском море и несения брандвахтенной службы.

## Описание судна
Парусный одномачтовый тендер с деревянным корпусом. Длина судна между перпендикулярами по сведениям из различных источников составляла 16,76—16,8 метра, ширина без обшивки — 5,79—5,8 метра, а осадка — 2,1—2,13 метра. Вооружение тендера состояло из 8 орудий.

## История службы
Тендер «Черепаха» был заложен на стапеле Астраханского адмиралтейства 3 (15) января 1833 года и после спуска на воду 20 мая (1 июня) 1833 года вошёл в состав Каспийской флотилии России. Строительство вёл кораблестроитель прапорщик Д. И. Алексеев.
В 1833 году выходил в плавания в Каспийское море, в кампанию следующего 1834 года с целью охраны рыбных промыслов совершал крейсерские плавания от Четырёхбугорного маяка и вдоль берега до Эмбенских вод. В кампании с 1835 по 1838 год для выполнения тех же задач крейсировал в Каспийском море, в том числе в 1837 году в его северной части. C 12 (24) августа 1838 года до 17 (29) ноября 1839 года нёс брандвахтенную службу на Сальянском рейде. В кампанию 1839 года также выходил в плавания к берегам Персии.
В 1840 году занимал брандвахтенный пост в Тюб-Караганском заливе, использовался для охраны близлежащей акватории, досмотр и учёт коммерческих судов, прибывавших в залив, а также выходил в крейсерские плавания в эмбенские воды. В 1841 году подвергся тимберовке.
В кампанию 1842 года во главе отряда кораблей Каспийской флотилии под общим командованием капитан-лейтенанта М. С. Шелепина выходил в плавания в эмбенские воды. В 1844 году по сведениям из различных источников занимал брандвахтенный посты в Тюб-Караганском заливе и у острова Четырёхбугорный, в кампанию 1845 года вновь нёс брандвахтенную службу в Тюб-Караганском заливе.
В кампанию 1846 года во главе отряда кораблей Каспийской флотилии под общим командованием капитан-лейтенанта С. И. Лаврова вновь выходил в плавания в эмбенские воды. В 1847 году также совершал плавания в эмбенских водах и нёс брандвахтенную службу в Тюб-Караганском заливе. В кампании 1850 и 1851 годов занимал брандвахтенный пост у острова Четырёхбугорный.
В кампании 1852 и 1853 годов тендер «Черепаха» вновь выходил в плавания в Каспийское море, а по окончании службы в 1854 году был разобран.

## Командиры судна
Командирами тендера «Черепаха» в разное время служили:
- лейтенант А. Т. Александровский (1833—1834 годы)[21];
- мичман М. Ф. Быков (1835—1838 годы)[6];
- мичман А. П. Соколов (с 12 (24) августа 1838 года до 17 (29) ноября 1839 года)[8][22];
- лейтенант К. В. Соколовский (1839 год)[23];
- лейтенант В. М. Гильдебрант (1840 год)[11];
- капитан-лейтенант М. С. Шелепин (1842 год)[24];
- капитан-лейтенант А. С. Костыгов (1844 год)[15];
- капитан-лейтенант С. И. Лавров (1845—1846 годы)[25];
- лейтенант Е. М. Рыдалев (1847 год)[17];
- капитан-лейтенант Н. П. Бочечкаров (1850—1851 годы)[18];
- лейтенант И. А. Лихарев (1852—1853 годы)[19].